# Villanueva de Abajo
Villanueva de Abajo es una pedanía del municipio de Congosto de Valdavia, en la comarca de la Valdavia, provincia de Palencia, comunidad autónoma de Castilla y León, España.

## Geografía física
Villanueva de Abajo se halla situada en la margen derecha del río Valdavia, a unos 3400 metros de este curso fluvial, sobre la ladera oeste del valle del arroyo de Cornoncillo. El casco urbano aparece rodeado por eras, huertos y tierras de labor. Tiene un clima de interior, ya que se encuentra a unos 1100 metros de altitud. Los veranos son bastante calurosos, aunque de calor seco, y los inviernos fríos y con heladas.

## Historia
La historia de Villanueva de Abajo va pareja, sin duda, a la de la zona norte de la provincia y hay que pensar que debido al clima y a la orografía los primeros habitantes de la zona pudieron ser pastores nómadas. Probablemente el primer pueblo importante que habita estas tierras del norte hacia el siglo VI a. de Cristo es el pueblo celta, no estando claro si es la tribu de los Tiburos o la de los Vacceos quien domina y controla la zona. De cualquier forma, la proliferación de nombres relacionados con Castro, Castrillo, Castrejón de algunos pueblos hacen pensar en una fuerte presencia de los Tiburos que acostumbraban a vivir en pequeños castros.
Los romanos llegan a la provincia de Palencia entre los años 153 y 133 a. C. y no es hasta el año 73 cuando pueden vencer la resistencia de las tribus. En el año 29 a. C. comienzan las llamadas guerras cántabras. Precisamente es la legión que dirige César Augusto la que pasa por la zona de la Valdavia camino de Bucca de Arduum (Guardo) y Fontes Tamáricas (Velilla del río Carrión) en el año 25 a. C. La guerra contra los cántabros duró cinco largos años y fue muy dura y sangrienta.
Es de suponer que durante la contienda, y guiándonos por los nombres, la presencia que tuvo la zona en la época tuvo que ser importante. Congosto (Coangustun) fue probablemente un campamento auxiliar o base de operaciones de la legión Romana. Cornoncillo que significa almacén o despensa del ejército. Tablares que procede de Tabellaris y significa mensajero o correo. Fontecha (Fontecta) que significa fuente con techo o techada. En medio queda Villanueva. La palabra Villa significa casa de campo. Bien pudiera haber sido la casa de algún alto cargo del ejército mientras duró la contienda.
La creencia de que Cuerno (hoy Santana), Cornoncillo y Cornón eran las tres puntas de la legión romana que avanzaba en forma de cuña podría tener algo que ver con la realidad histórica, aunque parece una hipótesis más bien original, sin confirmar y de la que los historiadores de la época no hablan. No obstante tiene su encanto y hasta misterio si nos atenemos a los nombres y a la figura de triángulo o cuña que forman las líneas imaginarias que forman los tres pueblos.
Los años posteriores de dominación romana se supone que fueron de tranquilidad y por las villas romanas encontradas en la provincia, aquellas tierras contribuyeron a abastecer al imperio de Roma de trigo.
La dominación visigótica también dejó su marca, en el territorio (San Juan de Baños) y otros restos y probablemente, fue cuando se afianzó el cristianismo por estas tierras.
Con la ocupación árabe, el territorio sufrió razias y destrucción por lo que la mayoría de los habitantes o murieron o quedaron reducidos a servidumbre.
El norte se repobló con foramontanos, gente venida de las montañas, siendo Brañosera, un pueblo de la provincia, el primer municipio de España en el año 824. La repoblación de la Valdavia y sus alrededores se consigue de forma definitiva en el reinado de Alfonso III (869-911) y es el Monasterio de San Román de Entrepeñas en Santibáñez de la Peña, la auténtica cuna de la repoblación de la zona. Los colonos procedían de las peñas y también fueron mozárabes venidos del sur desde el monasterio de Valcavado. La vida giraba en aquella época en torno a monasterios y fueron muchos los que se crearon por la zona. Precisamente Villanueva quiere decir Villa nueva o repoblada.
Los siglos posteriores ya están más presentes y reflejados en la historia y la zona de Villanueva y alrededores no destaca por ningún hecho histórico digno de mención. Los habitantes se dedicaron a lo largo del tiempo a la agricultura y a la ganadería, manteniéndose en su forma de vida la austeridad, el trabajo duro del campo y la religión católica como motor e impulsor de sus vidas. De espíritu conservador y tradicionalista hasta nuestros días.
A la caída del Antiguo Régimen la localidad se constituye en municipio constitucional y que en el censo de 1842 contaba con 36 hogares y 187 vecinos. A mediados del siglo XIX crece el municipio tras la anexión de Cornoncillo , para posteriormente integrarse en Congosto de Valdavia, ambas localidades contaban con 67 hogares y 289 habitantes.
Por los años sesenta del siglo pasado, con la desbandada de la emigración y la marcha de muchos jóvenes a estudiar a colegios y seminarios, el pueblo fue perdiendo habitantes y poco a poco se ha ido envejeciendo quedando en la actualidad una veintena de habitantes estables durante el año.

## Geografía humana

### Demografía
| Gráfica de evolución demográfica de Villanueva de Abajo entre 1842 y 1960 |
| |
| Población de derecho según los censos de población del INE Población de hecho según los censos de población del INEEntre el censo de 1857 y el anterior, crece el término del municipio porque incorpora a 345034 (Cornoncillo) Entre el censo de 1970 y el anterior, este municipio desaparece porque se integra en el municipio 34062 (Congosto de Valdavia) |

Evolución de la población en el siglo XXI
| Gráfica de evolución demográfica de Villanueva de Abajo entre 2000 y 2020 |
|                                                                           |
| Población de derecho (2000-2020) según el padrón municipal del INE        |

## Patrimonio
- Iglesia de la Asunción: Obra de mampostería y cantos, con torre a los pies de tres cuerpos y portada de medio punto, precedida de pórtico en el lado de la Epístola. Tiene una nave dividida en cuatro tramos, el del Presbiterio cubierto con bóveda de crucería y los restantes con bóvedas de cañón apuntado. Coro alto a los pies.

## Fiestas
Las fiestas patronales del pueblo se celebran en honor de la Asunción de la Virgen el día 15 agosto.